# Wasilij Żyrow
Wasilij Walerjewicz Żyrow (ros. Василий Валерьевич Жиров; ur. 4 kwietnia 1974) – kazachski bokser, mistrz olimpijski (1996) w wadze półciężkiej (81 kg). Po przejściu na zawodowstwo, w latach 1999-2003 był mistrzem świata IBF w wadze juniorciężkiej (200 lb), pokonał 6 zawodników o tytuł mistrza świata.

## Sportowa kariera

### Boks amatorski

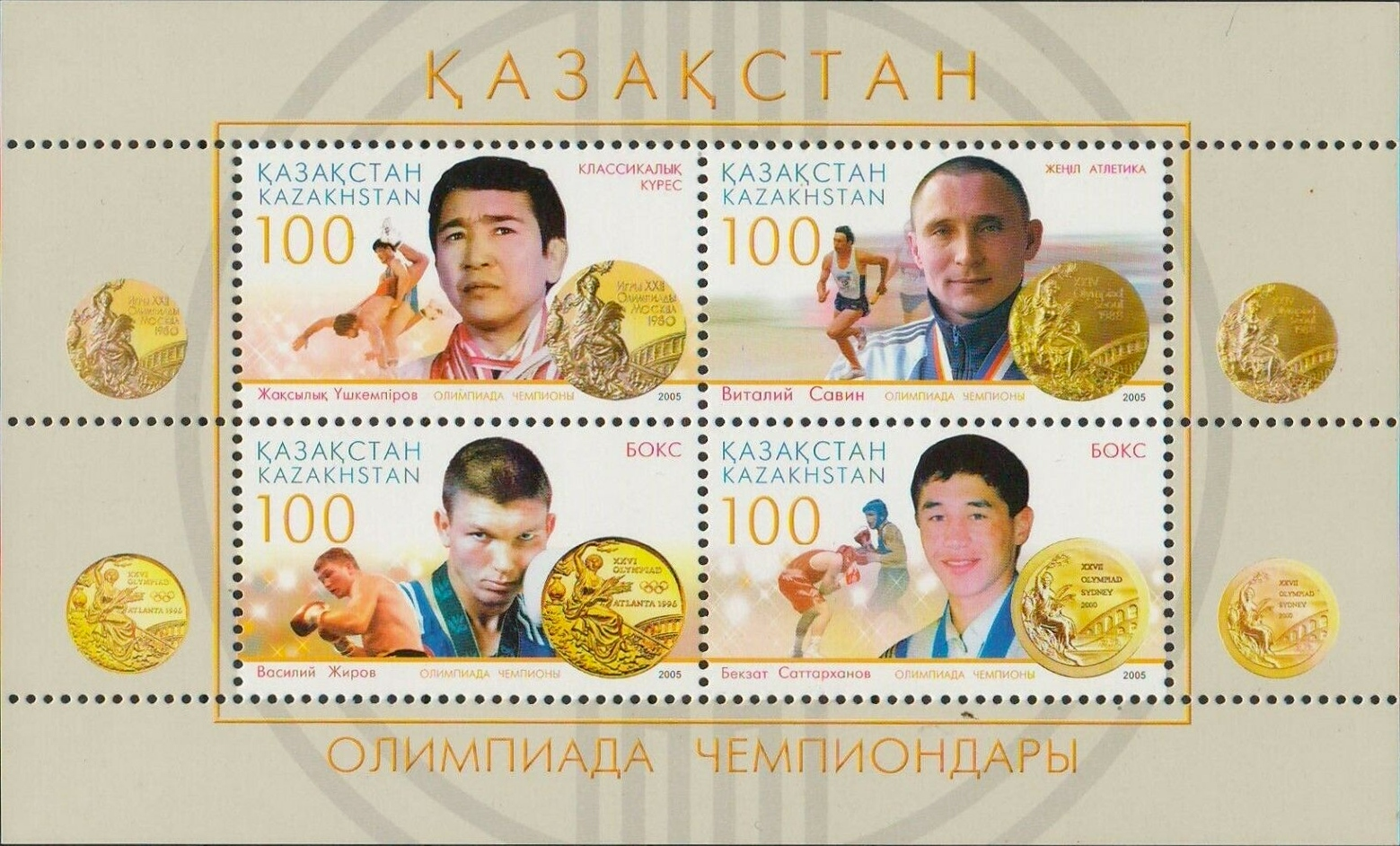
Żyrow na kazachskim znaczku pocztowym (z lewej u dołu)

Boks zaczął trenować w wieku 11 lat pod okiem Aleksandra Apaczinskiego, późniejszego głównego trenera reprezentacji Kazachstanu. W wieku 16 lat został mistrzem ZSRR juniorów, a dwa lata później w Edynburgu juniorskim mistrzem Europy w wadze średniej. 
Już jako senior, w 1993 roku, reprezentując niepodległy Kazachstan, zdobył brązowy medal mistrzostw świata w Finlandii. W 1994 roku przeszedł do wagi półciężkiej i zajął 3. miejsce na igrzyskach azjatyckich w Japonii. Na tej samej pozycji uplasował się rok później, podczas kolejnych mistrzostw świata w Berlinie. Przegrał wtedy w półfinale na punkty z Antonio Tarverem. Była to ostatnia porażka Kazacha aż do 2003 roku. 
W sierpniu 1996 roku Żyrow osiągnął największy sukces w swej amatorskiej karierze, tryumfując w turnieju olimpijskim wagi półciężkiej w Atlancie. Ponadto otrzymał Puchar Vala Barkera − nagrodę dla najbardziej wyróżniającego się pięściarza igrzysk. W drodze do mistrzostwa pokonał kolejno:
- Julio Césara Gonzáleza (Meksyk) – RSC 2,
- Pietro Aurino (Włochy) – 15:3,
- Troya Amos-Rossa (Kanada) – 14:8,
- Antonio Tarvera (USA) – 15:9
- Lee Sung-bae (Korea Płd.) − 17:4

Po igrzyskach olimpijskich podpisał zawodowy kontrakt i wyjechał do USA. Bilans walk amatorskich: 207 zwycięstw i 10 porażek.

### Boks zawodowy
Profesjonalny debiut zanotował w styczniu 1997 roku w Las Vegas w wadze juniorciężkiej. W ciągu zaledwie 15 miesięcy stoczył 14 pojedynków, wszystkie wygrywając przed czasem, najpóźniej w 4. rundzie. Pierwszym bokserem, który zdołał wytrwać przeciwko niemu do ostatniego gongu był Rich LaMontagne (ówczesny bilans 19-1-1), którego Żyrow pokonał w maju 1998 roku przez jednogłośną decyzję w walce o interkontynentalne mistrzostwo WBC.
Wygrawszy wszystkie 20 swoich walk, w 1999 roku Kazach otrzymał szansę walki o mistrzostwo świata IBF. Zmierzył się o nie 5 czerwca w Biloxi z Arthurem Williamsem (30-4-1). Żyrow zdobył pas, pokonując Amerykanina przez TKO w 7. rundzie. Tytuł dzierżył przez cztery lata, obroniwszy go 6-krotnie (wszystkich pretendentów nokautował). 
Po raz 7. bronić mistrzostwa miał przeciwko Jamesowi Toneyowi (65-4-2), byłemu mistrzowi świata IBF w wadze średniej i superśredniej. Podpisanie umowy na walkę poprzedziły długotrwałe negocjacje i spory na tle finansowym, co spowodowało, że przez prawie 15 miesięcy Żyrow pozostawał bezczynny, a IBF zagroziła mu odebraniem tytułu. Ostatecznie do pojedynku doszło 26 kwietnia 2003 roku w Foxwoods Casino. Od samego początku był on zacięty i toczony w szybkim tempie. Żyrow był bokserem bardziej agresywnym (zadał w sumie ponad 1000 ciosów), natomiast Toney skupiał się na defensywie, ale też często kontrował. Losy walki zostały rozstrzygnięte w ostatniej, 12. rundzie. Kazach, przegrywający na punkty, zdecydowanie wtedy zaatakował i osaczył przy linach rywala, wyprowadzając liczne ciosy. Nie był go jednak w stanie znokautować, sam natomiast coraz bardziej opadał z sił. Gdy pozostało około 60 sekund do zakończenia walki, Amerykanin przeszedł do kontrataku i kombinacją ciosów sierpowych powalił słabnącego mistrza na deski. Choć Żyrow − dla którego był to pierwszy nokdaun w karierze − szybko się podniósł, akcja ta przypieczętowała zwycięstwo Toneya przez jednogłośną decyzję sędziów. Walka została wyróżniona przez Boxing Writers Association of America tytułem walki 2003 roku i jest uznawana za jeden z najlepszych pojedynków w historii wagi juniorciężkiej.   
Po porażce z Toneyem Żyrow odniósł dwie wygrane przed czasem, po czym postanowił przejść do wagi ciężkiej. Pierwszą walkę w tej kategorii stoczył 13 marca 2004 roku z niepokonanym Joem Mesim (28-0-0). Mesi kontrolował pojedynek od samego początku, wygrywając osiem pierwszych rund. W 9. rundzie Kazach doprowadził jednak do nokdaunu Amerykanina, aby w ostatniej, 10. całkowicie go zdominować. Mesi otrzymał wiele silnych, niezablokowanych uderzeń w głowę, dwukrotnie upadł na deski i przed ciężkim nokautem uchronił go jedynie koniec walki. Wszyscy trzej sędziowie przyznali Mesiemu minimalne zwycięstwo na punkty 94:93. Amerykanin doznał jednak poważnych obrażeń mózgu, w wyniku których musiał na ponad dwa lata przerwać karierę.  
9 miesięcy później Żyrow doznał drugiej z rzędu porażki. Choć wygrywał zdecydowanie na punkty, został znokautowany w 9. rundzie przez byłego mistrza świata w wadze ciężkiej, Michaela Moorera (46-4-1). W 2006 roku powrócił do wagi juniorciężkiej. Ostatnią walkę stoczył w 2009 roku.

## Życie prywatne
Urodził się w Bałchaszu, w ówczesnej Kazachskiej SRR, jako jedno z sześciu dzieci rodziny kazachskich Rosjan. Był wychowywany samotnie przez matkę, którą opuścił jego ojciec−alkoholik. Od 1996 roku Żyrow żyje na stałe w USA (jest tam znany jako Vassiliy Jirov). Zamieszkał w Arizonie, gdzie poślubił Amerykankę Rebeccę Rawn.